# Cantone di Montreuil-1
Il Cantone di Montreuil-1 è una divisione amministrativa dell'Arrondissement di Bobigny.
È stato istituito a seguito della riforma dei cantoni del 2014, che è entrata in vigore con le elezioni dipartimentali del 2015.

## Composizione
Comprende parte del comune di Montreuil e il comune di Rosny-sous-Bois.